# Потенційно небезпечні астрономічні об'єкти

Астероїд 99942 Апофіс, небезпека якого невдовзі після відкриття 2004 року була оцінена в рекордні 4 бали за Туринською шкалою (згодом знижено до 1, а потім — і до 0 балів)

Потенційно небезпечний астрономічний об'єкт (ПНАО) — космічний об'єкт (астероїд чи комета), що може наближатися до Землі на потенційно небезпечну відстань (0,05 a. o.) і має достатньо великі розміри понад 492 фути   (150 м) для того, щоб зіткнення завдало значної шкоди. Переважна більшість відомих наразі ПНАО — астероїди, також наявна невелика кількість комет.
Потенційна небезпека того чи іншого об'єкта оцінюється за двома системами — шкалою Торіно та шкалою Палермо. Що більша ймовірність зіткнення із Землею, а також що більша енергія зіткнення, то вищі будуть показники за обома системами оцінки. При цьому в розрахунках енергії зіткнення радіус об'єкта оцінюють, виходячи з його стандартної зоряної величини, оскільки розрахувати точний розмір астероїда чи комети дуже складно. Умовною межею для того, щоб вважати об'єкт небезпечним для людства, є діаметр не менше 140 метрів, хоча навіть менші об'єкти при зіткненні із Землею можуть завдати суттєвої місцевої шкоди. Станом на 2023 рік відомо декілька тисяч ПНАО, і ця кількість поступово зростає у зв'язку з безперервним вдосконаленням астрономічних інструментів. Разом із дослідженням та каталогізацією потенційно небезпечних об'єктів вчені розробляють методи захисту від зіткнення.
Тема ПНАО є дуже популярною в культурі. Існують десятки фільмів та мультфільмів, книг, декілька ігор, величезна кількість науково-популярних відео та статей, а також безліч клікбейтних новин. Здебільшого в них зображуються саме наслідки зіткнення з відносно великим астероїдом або кометою. При цьому для переважної більшості ПНАО ймовірність зіткнення значно менша 0,1 %, а для деяких об'єктів лежить в діапазоні 10−8…10−10, тобто менше мільйонної частки відсотка.

## Загальне визначення
Об'єкт вважається потенційно небезпечним, якщо його мінімальна міжорбітальна відстань (англ. MOID) відносно Землі становить менше 0,05 а. о. (7 500 000 км, або приблизно 19,5 відстаней до Місяця) і його стандартна зоряна величина менша за 22, що приблизно відповідає діаметру близько 140 метрів. Цього достатньо, щоб у разі зіткнення із Землею спричинити безпрецедентне в історії людства регіональне спустошення людських поселень або потужне цунамі у разі зіткнення з океаном. Подібні удари відбуваються в середньому приблизно раз на 10 000 років.
Згідно з даними NEOWISE, на 2012 рік існувало 4700 ± 1500 потенційно небезпечних астероїдів діаметром понад 100 метрів. Вчені оцінюють, що станом на 2012 рік було виявлено від 20 до 30 % об'єктів подібного розміру. Астероїди діаметром понад 35 метрів також можуть становити значну загрозу — наприклад, у випадку падіння на місто, і їх чисельність постійно зростає.

## Можливі наслідки зіткнення

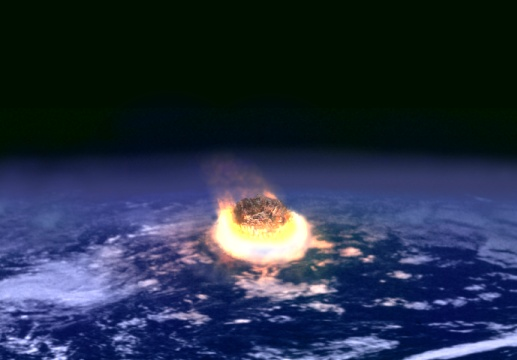
Художня ілюстрація зіткнення масивного астероїда з Землею.

Діаметри більшості малих астероїдів невідомі й оцінюються на основі їх яскравості та відстані. Програма NEAT (англ. Near-Earth Objects Tracking — «Програма спостереження за навколоземними астероїдами») класифікувала об'єкти як потенційно небезпечні, якщо їхня стандартна зоряна величина становить 22,0 або менше (яскравіше). Для визначення розміру об'єкта з відомою стандартною зоряною величиною необхідно також знати його альбедо, однак і цей параметр зазвичай є невідомим. Програма NEO покладала альбедо рівним 0,14, що дає нижню межу розміру — 140 м. Станом на січень 2009 року НАСА нарахувало 997 потенційно небезпечних астероїдів і 93 комети, що зближуються із Землею. Загальна кількість відомих таких об'єктів у Сонячній системі продовжує зростати. Станом на 16 травня 2023 року виявлено вже 2236 потенційно небезпечних астероїдів (з яких 151 — діаметром понад 1 км) та 121 комету. Кожен із виявлених об'єктів вивчався з допомогою різноманітних приладів, включаючи телескопи, радари та інфрачервоні камери, для встановлення їхніх характеристик, включаючи розмір, склад, період обертання навколо власної осі, та точнішу орбіту. У цих дослідженнях брали участь як професійні астрономи, так і аматори.

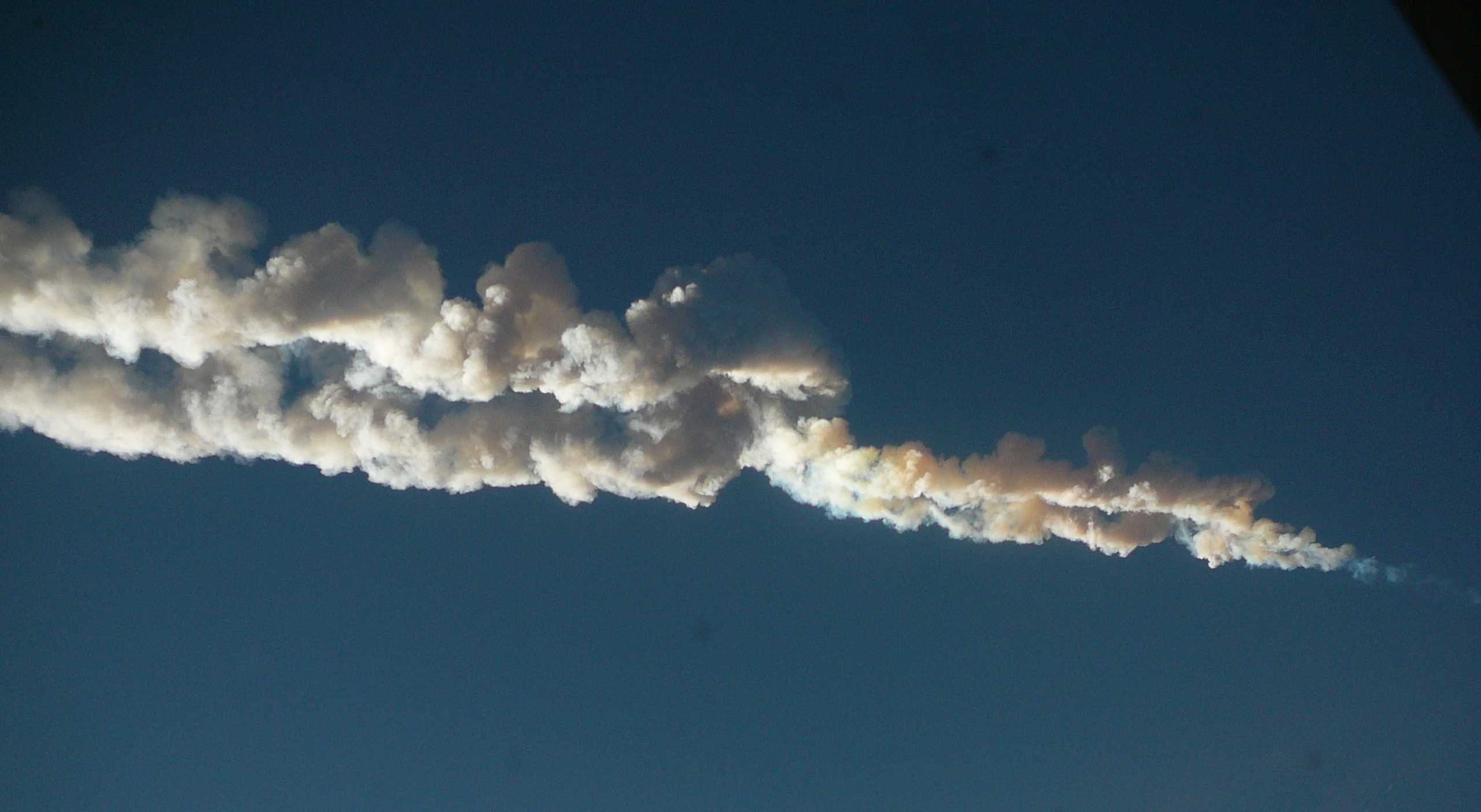
Трек від польоту Челябінського метеорита, 15 лютого 2013 року.

Під час зближень астероїдів та комет із планетами або великими супутниками планет, їх гравітаційна взаємодія стає достатньо значною та суттєво змінює орбіту об'єкта. Тому після подібної взаємодії астероїди можуть перейти зі списку ПНАО в список безпечних або навпаки.
2005 року Конгрес США поставив перед НАСА завдання виявити до 2020 року 90 % всіх об'єктів, що зближуються з Землею та мають розмір понад 140 метрів. Однак і об'єкти меншого розміру можуть завдати суттєвої шкоди — Тунгуську катастрофу викликало падіння об'єкта розміром 50—80 метрів, а метеорит, що вибухнув поблизу Челябінська, мав розміри близько 15—20 метрів.

## Методи уникнення зіткнення з ПНАО
Згідно з результатами досліджень із комп'ютерним моделюванням, опублікованих у 2021 році вченими НАСА, підготовка до зміни траєкторії та уникнення зіткнення з потенційно небезпечним астероїдами може потребувати від 5 до 10 років, саме тому критично важливо заздалегідь виявляти подібні об'єкти та дуже точно розраховувати їх орбіти.
Наразі існує багато потенційних методів захисту від загрози зіткнення, однак жоден із них не був протестований в умовах реальної або потенційної загрози. Усі методи можна поділити на дві стратегії запобігання: зміна траєкторії та руйнація. Зміна траєкторії астероїда в просторі призводить до збільшення міжорбітальної відстані, а руйнація полягає у фізичному знищенні та фрагментації астероїда задля розсіювання уламків й уникнення зіткнення з поверхнею Землі переважної більшості з них. Усі методи уникнення зіткнення з ПНАО працюють виключно в комплексі з ефективною системою раннього виявлення та попередження.
Серед запропонованих станом на 2023 рік методів є[джерело?]:
- Ядерний вибуховий пристрій.
- Кінетичний таран.
- Астероїдний гравітаційний трактор.
- Іонний промінь.
- Використання сфокусованої сонячної енергії.
- Електромагнітна катапульта.
- Хімічні ракетні двигуни.
- Інші методи.

## Класифікація
Для класифікації небезпеки зіткнення Землі з астероїдами розроблено спеціальні шкали. Дві основні — це Палермська шкала і Туринська шкала. За всю історію ведення Туринської шкали найбільший рівень небезпеки (чотири) було призначено астероїду 99942 Апофіс, однак подальші точніші обчислення знизили оцінку рівня його небезпеки: спочатку до одиниці, а потім — до нуля.

### Рівні небезпеки

Шкала Торіно

Обидві шкали є логарифмічними і враховують кінетичну енергію потенційного зіткнення астероїда із Землею, а також його ймовірність. Між цими шкалами є певна відмінність, однак є і дещо спільне: що масивніший астероїд та що швидше він рухається відносно Землі в момент потенційного зіткнення, а також що вища ймовірність такого зіткнення, то вищу оцінку він має за обома шкалами. Відносно малі астероїди, діаметром до метра, не несуть загрози незалежно від імовірності зіткнення, оскільки вони руйнуються в атмосфері. Основна відмінність полягає в тому, що шкала Палермо — неперервна, а шкала Торіно — дискретна й містить усього 11 значень.
Значення за шкалою Палермо розраховуються за формулою:

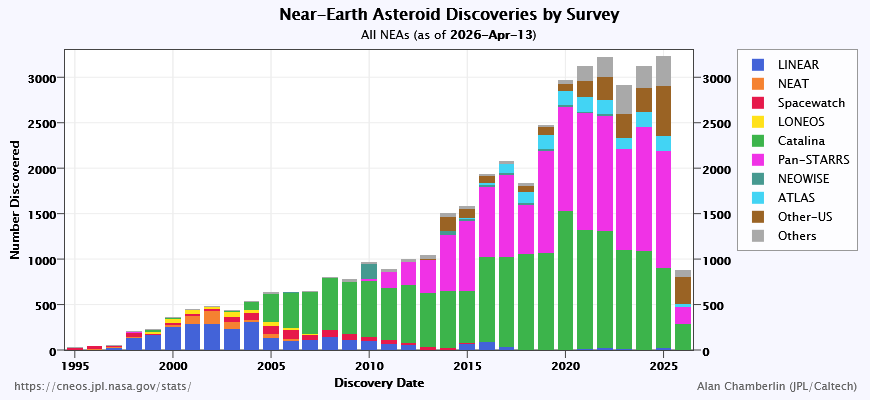
Кількість відомих навколоземних об'єктів, знайдених різними інструментами починаючи з 1995 року. У цей перелік також входять усі ПНАО, відкриті у відповідні роки.

{\displaystyle R={\frac {P_{I}}{0,03E^{-4/5}\Delta T}}}, де
{\displaystyle P_{I}} — імовірність зіткнення;
{\displaystyle E} — енергія тіла, що падає, в мегатоннах;
{\displaystyle \Delta T} — час до зіткнення в роках.
Значення шкали Торіно — від 0 до 10, де 0 позначає астероїди, які не несуть загрози людству, а 10 — зіткнення дуже ймовірне або навіть невідворотне й несе глобальну загрозу. Ця система подібна до системи оцінки сили землетрусів за шкалою Ріхтера.

### Потенційно небезпечні комети
Список комет, для яких мінімальна міжорбітальна відстань менша 0,05 а. о. (~7,5 млн км).
- Комета Свіфта — Туттля[26]
- Комета Темпеля — Туттля[27]
- 15P/Фінлея[en][28]
- 255P/Леві[en][29]
- 289P/Бланпена[en][30]
- 21P/Джакобіні — Ціннера[31]
- 73P/Швассмана — Вахмана 3[en][32][33]

### Статистика
У зв'язку з покращенням методів спостереження, майже всі подібні об'єкти вже виявлено, тому темп зростання їх кількості значно сповільнився.

### Розрахунок розміру

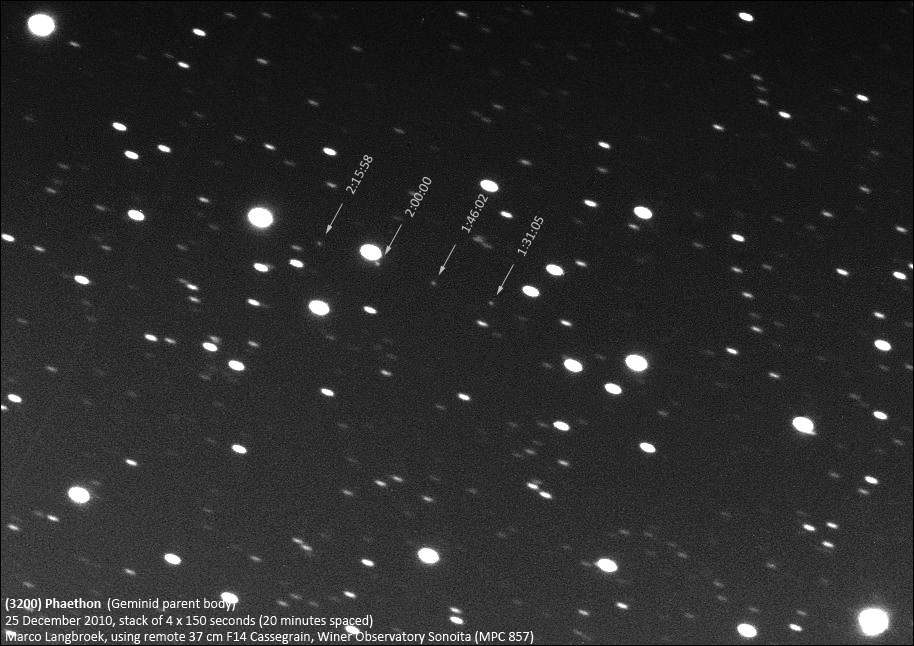
Фотометричні знімки астероїда 3200 Фаетон.

Будь-який астероїд розміром від 35 метрів несе потенційну загрозу, оскільки він може завдати суттєвої шкоди містам. Однак визначити діаметр переважної більшості астероїдів дуже складно і це здебільшого виходить зі значними похибками, оскільки базується на вимірюваннях яскравості, відстані та альбедо, кожне з яких має свою похибку. Тому НАСА та Лабораторія реактивного руху як загальноприйнятий критерій обрали стандартну зоряну величину, яка має бути меншою за 22H. Астероїди з такою величиною мають достатній розмір, щоб заподіяти шкоду при зіткненні із Землею. Альбедо припускається рівним 0,14. У травні 2016 року були поставлені під сумнів розрахунки місій WISE та NEOWISE. Однак у подальших дослідженнях, опублікованих в рецензованих журналах, гіпотеза про некоректність розрахунків не була підтверджена.

## Найбільші ПНАО

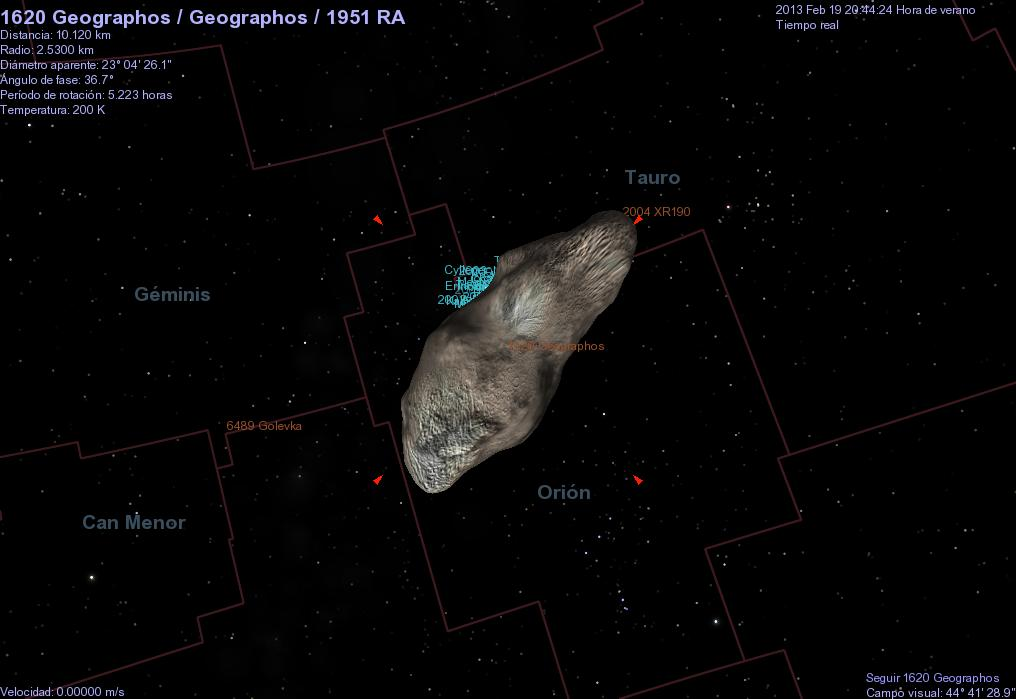
Модель астероїда 1620 Географ.

Астероїд 4179 Тоутатіс, 3D-модель.

Умовні скорочення:
- РВ — рік відкриття
- КО — код обсерваторії, яка зробила відкриття
- H — стандартна зоряна величина
- D — діаметр астероїда, км
- Група — належність до однієї з трьох груп навколоземних астероїдів: Аполлона, Атона, Амура
- a — велика піввісь орбіти, а. о.
- e — ексцентриситет орбіти, 1
- i — кут нахилу орбіти, °
- q — відстань у перигелії, а. о.
- Q — відстань в афелії, а. о.
- ММО — мінімальна міжорбітальна відстань, а. о.

| Назва               | Відкриття | Відкриття | Відкриття                                  | H     | D   | Параметри орбіти | Параметри орбіти | Параметри орбіти | Параметри орбіти | Параметри орбіти | Параметри орбіти | Параметри орбіти |
| Назва               | РВ        | КО        | Першовікривач                              | H     | D   | Група            | a                | e                | i                | q                | Q                | ММО              |
| ------------------- | --------- | --------- | ------------------------------------------ | ----- | --- | ---------------- | ---------------- | ---------------- | ---------------- | ---------------- | ---------------- | ---------------- |
| (4953) 1990 MU      | 1990      | 413       | Роберт Макнот                              | 14,1  | 3   | Аполлона         | 1,621            | 0,658            | 24,4             | 0,555            | 2,687            | 0,02640          |
| 3122 Флоренс        | 1981      | 413       | Шелте Джон Бас                             | 14,1  | 5   | Амура            | 1,769            | 0,423            | 22,2             | 1,020            | 2,518            | 0,04430          |
| (16960) 1998 QS52   | 1998      | 704       | LINEAR                                     | 14,3  | 4   | Аполлона         | 2,203            | 0,858            | 17,5             | 0,313            | 4,093            | 0,01443          |
| 4183 Куно           | 1959      | 074       | Куно Гоффмайстер                           | 14,4  | 4   | Аполлона         | 1,982            | 0,634            | 6,7              | 0,725            | 3,240            | 0,02825          |
| 3200 Фаетон         | 1983      | 500       | IRAS                                       | 14,6  | 5,8 | Аполлона         | 1,271            | 0,890            | 22,3             | 0,140            | 2,402            | 0,01945          |
| (242450) 2004 QY2   | 2004      | E12       | Огляд Сайдінг-Спрінг                       | 14,7  | 3   | Аполлона         | 1,084            | 0,477            | 37,0             | 0,567            | 1,601            | 0,04686          |
| (89830) 2002 CE     | 2002      | 704       | LINEAR                                     | 14,9  | 3,1 | Амура            | 2,077            | 0,507            | 43,7             | 1,023            | 3,131            | 0,02767          |
| (137427) 1999 TF211 | 1999      | 704       | LINEAR                                     | 15,1  | 2,9 | Аполлона         | 2,448            | 0,610            | 39,2             | 0,955            | 3,942            | 0,01787          |
| (111253) 2001 XU10  | 2001      | 704       | LINEAR                                     | 15,2  | 3   | Аполлона         | 1,754            | 0,439            | 42,0             | 0,983            | 2,524            | 0,02934          |
| (53319) 1999 JM8    | 1999      | 704       | LINEAR                                     | 15,2  | 7   | Аполлона         | 2,726            | 0,641            | 13,8             | 0,978            | 4,474            | 0,02346          |
| 1981 Мідас          | 1973      | 675       | Чарльз Томас Коваль                        | 15,2  | 2   | Аполлона         | 1,776            | 0,650            | 39,8             | 0,621            | 2,931            | 0,00449          |
| 2201 Ольято         | 1947      | 690       | Генрі Лі Джиклас                           | 15,25 | 2,1 | Аполлона         | 2,175            | 0,713            | 2,5              | 0,624            | 3,726            | 0,00305          |
| (90075) 2002 VU94   | 2002      | 644       | NEAT                                       | 15,3  | 2,2 | Аполлона         | 2,134            | 0,576            | 8,9              | 0,904            | 3,363            | 0,03010          |
| 4179 Тоутатіс       | 1989      | 010       | Крістіан Поллас                            | 15,30 | 2,5 | Аполлона         | 2,536            | 0,629            | 0,4              | 0,940            | 4,132            | 0,00615          |
| (159857) 2004 LJ1   | 2004      | 704       | LINEAR                                     | 15,4  | 3   | Аполлона         | 2,264            | 0,593            | 23,1             | 0,920            | 3,607            | 0,01682          |
| (85713) 1998 SS49   | 1998      | 704       | LINEAR                                     | 15,6  | 3,5 | Аполлона         | 1,924            | 0,639            | 10,8             | 0,694            | 3,154            | 0,00234          |
| 4486 Мітра          | 1987      | 071       | Ерік Вальтер Ельст Владимир Шкводров       | 15,6  | 2   | Аполлона         | 2,200            | 0,663            | 3,0              | 0,742            | 3,658            | 0,04626          |
| 1620 Географ        | 1951      | 675       | Альберт Джордж Вільсон Рудольф Мінковський | 15,60 | 2,5 | Аполлона         | 1,245            | 0,335            | 13,3             | 0,828            | 1,663            | 0,03007          |
| (415029) 2011 UL21  | 2011      | 703       | CSS                                        | 15,7  | 2,5 | Аполлона         | 2,122            | 0,653            | 34,9             | 0,736            | 3,509            | 0,01925          |
| (242216) 2003 RN10  | 2003      | 699       | LONEOS                                     | 15,7  | 2,5 | Амура            | 2,231            | 0,541            | 39,6             | 1,024            | 3,438            | 0,00956          |
| 12923 Зефір         | 1999      | 699       | LONEOS                                     | 15,8  | 2   | Аполлона         | 1,962            | 0,492            | 5,3              | 0,996            | 2,927            | 0,02115          |
| (52768) 1998 OR2    | 1998      | 566       | NEAT                                       | 15,8  | 2   | Аполлона         | 2,380            | 0,573            | 5,9              | 1,017            | 3,743            | 0,01573          |

## Найяскравіші ПНАО для земного спостерігача

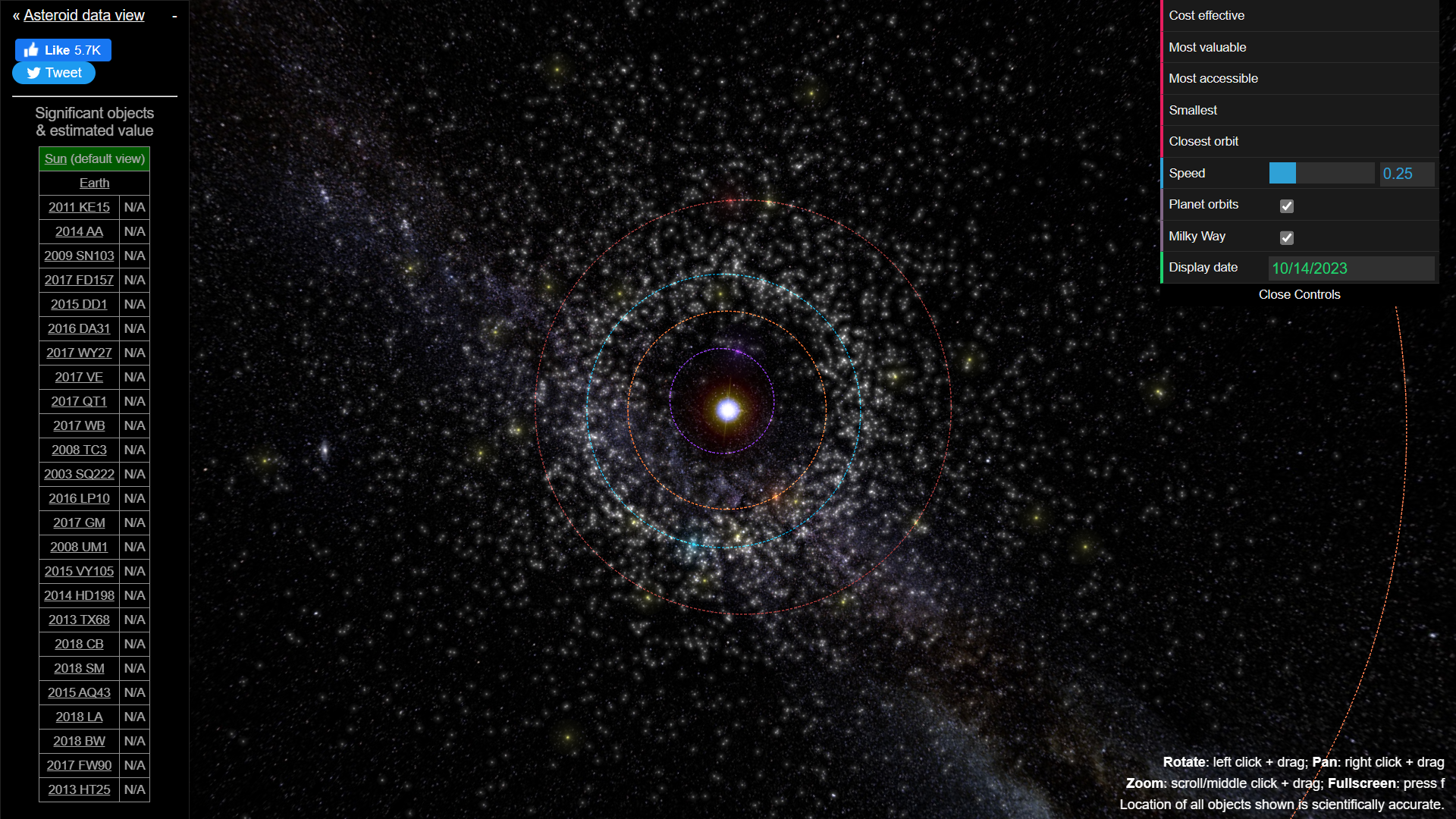
3D-ілюстрація навколоземних та потенційно небезпечних астероїдів.

| Номер               | Рік відкриття | Стандартна зоряна величина |
| ------------------- | ------------- | -------------------------- |
| 4179 Тоутатіс       | 1989          | 15,3                       |
| (4953) 1990 MU      | 1990          | 14,9                       |
| (7341) 1991 VH      | 1991          | 17,0                       |
| (10115) 1992 SK     | 1992          | 17,2                       |
| (39572) 1993 DQ1    | 1993          | 16,6                       |
| (7482) 1994 PC1     | 1994          | 16,7                       |
| (243566) 1995 SA    | 1995          | 17,4                       |
| (8566) 1996 EN      | 1996          | 16,3                       |
| (35396) 1997 XF11   | 1997          | 17,0                       |
| (16960) 1998 QS52   | 1998          | 14,4                       |
| (137427) 1999 TF211 | 1999          | 15,3                       |
| (138095) 2000 DK79  | 2000          | 16,0                       |
| (111253) 2001 XU10  | 2001          | 15,3                       |
| (89830) 2002 CE     | 2002          | 15,0                       |
| (242216) 2003 RN10  | 2003          | 15,7                       |
| (242450) 2004 QY2   | 2004          | 14,6                       |
| (308242) 2005 GO21  | 2005          | 16,3                       |
| (374851) 2006 VV2   | 2006          | 16,7                       |
| (214869) 2007 PA8   | 2007          | 16,5                       |
| (294739) 2008 CM    | 2008          | 17,1                       |
| (523630) 2009 OG    | 2009          | 16,2                       |
| (458122) 2010 EW45  | 2010          | 17,6                       |
| (415029) 2011 UL21  | 2011          | 15,9                       |
| 2012 HJ1            | 2012          | 17,9                       |
| (507716) 2013 UP8   | 2013          | 16,4                       |
| (533671) 2014 LJ21  | 2014          | 16,1                       |
| 2015 HY116          | 2015          | 17,6                       |
| 2016 CB194          | 2016          | 17,6                       |
| 2017 CH1            | 2017          | 17,9                       |
| 2018 XV5            | 2018          | 17,7                       |
| 2019 RU3            | 2019          | 18,1                       |
| 2020 SL1            | 2020          | 17,7                       |
| 2021 HK12           | 2021          | 17,7                       |
| 2022 AP7            | 2022          | 17,3                       |

## ПНАО в культурі
Потенційно небезпечні астрономічні об'єкти та сприйняття постійної небезпеки, якій складно або неможливо протидіяти, міцно вкорінилися в людській культурі. З часом це призвело до появи величезної кількості фільмів, книг, а також певної кількості комп'ютерних ігор, здебільшого браузерних симуляторів, розроблених науковцями.

### Фільми
Існує щонайменше декілька десятків фільмів та серіалів про зіткнення ПНАО із Землею. Деякі з них, переважно документальні, присвячені давнім зіткненням. Наприклад, існує низка фільмів, присвячених астероїду, який утворив кратер Чискулуб і був ймовірною причиною вимирання динозаврів. Однак більшість фільмів є науково-фантастичними та/або фільмами-катастрофами і зображують зіткнення, яке відбувається в сучасності або в недалекому майбутньому. Також є декілька мультфільмів, які зображають ризик зіткнення з астероїдом або наслідки самого зіткнення.
У списку нижче наведено лише деякі з численних фільмів про зіткнення з ПНАО.
- Армагеддон — найкасовіший фільм 1998 року, який зібрав 553,7 млн дол.
- 65 (2023)
- Не дивіться вгору (2021)
- Анігіляція (2018)
- Падіння Місяця (2022)
- Життя (2017)
- Зіткнення з безоднею (1998)
- Повернення Супермена (2006)
- Льодовиковий період: Курс на зіткнення (2016)
- Барва з позамежжя світу (2019)
- Метеор[en] (1979)
- Космічні чистильники (2021)
- Дикі предки (2018)
- Last Day of the Dinosaurs[en] (2010)

### Комп'ютерні ігри
Кількість комп'ютерних ігор про зіткнення з ПНАО є значно меншою за кількість фільмів аналогічної тематики, оскільки серед тем пов'язаних з астероїдами, більш популярним станом на 2023 є видобуток ресурсів. Деякі ігри, присвячені симуляції наслідків зіткнення, були розроблені вченими та можуть використовуватися для наукового математично моделювання. Прикладами ігор цього жанру є:
- Asteroid Impact Survival студії True Games[52][53]
- Asteroid Launcher — браузерна гра від розробника neal.fun[54][55]
- Solar System Collisions — браузерна гра-симулятор, розроблена професором Дугласом Гамільтоном[56].
- Killer Asteroids — браузерна гра-симулятор, розроблена Space Science Institute[57].

### Новини
У ЗМІ регулярно з'являються новини, у яких фігурує «дуже небезпечний астероїд, що наближається до Землі». Здебільшого такі новини супроводжуються клікбейтними заголовками та зображеннями зіткнення астероїда або іншого астрономічного об'єкта із Землею.
Згідно з оцінками науковців, подібні гучні новини не є коректними. Моніторингом подібних об'єктів займаються декілька великих астрономічних організацій, зокрема ЄКА (координаційний центр навколоземних об'єктів, англ. NEOCC) та Лабораторія реактивного руху (центр вивчення навколоземних об'єктів, англ. CNEOS, програма Sentry). Обидві організації займаються пошуком, вивченням, каталогізацією ПНАО та оцінками ризиків. Списки відомих потенційно небезпечних об'єктів регулярно оновлюються. Ці спостережні програми передбачили зіткнення з кількома дрібними об'єктами (розміром до 10 метрів), які не становили загрози (2022 WJ1, 2014 AA, 2008 TC3). Цей процес дуже динамічний, наприклад, до спостережень за об'єктом 2023 CX1, виявленим за сім годин до зіткнення із Землею, було залучено понад 300 обсерваторій. Дослідники відкривають нові астероїди щомісяця[джерело?], так само, як і проводять спостереження вже відкритих.
Майже всі з цих об'єктів мають нульовий показник за шкалою Торіно. Іноді нещодавно відкриті об'єкти отримують рівень ризику 1 або більше, однак протягом короткого проміжку часу параметри орбіти уточнюють, й оцінку ризику зменшують до нуля. Відповідно, імовірність зіткнення з небезпечним об'єктом у короткостроковій перспективі є вкрай низькою. Однак у довгостроковій перспективі (у проміжку 100—1000 років) ситуація може суттєво змінитися через непередбачувані зміни параметрів орбіт астероїдів внаслідок гравітаційного впливу інших тіл Сонячної системи. Для переважної більшості ПНАО ймовірність зіткнення є нехтовно малою, типові значення лежить в діапазоні 10−3…10−6, а для деяких об'єктів — 10−8…10−10, тобто менше мільйонної долі відсотка. Лише декілька невеликих астероїдів (діаметром менше 10 метрів) мають імовірність зіткнення більше 1 %.

### Науково-популярні відео на YouTube
- «День, коли загинули динозаври: хвилина за хвилиною» — The Day the Dinosaurs Died – Minute by Minute на YouTube
- Порівняння зіткнення з різними астероїдами — ASTEROID IMPACT Comparison 🌑💥 на YouTube
- Потенційно небезпечні об'єкти, науково-популярний аналіз проблеми — These are the asteroids to worry about на YouTube